# ديفيد هوبكين
ديفيد هوبكين (بالإنجليزية: David Hopkin)‏ هو لاعب كرة قدم بريطاني في مركز الوسط، ولد في 21 أغسطس 1970 في غرينوك في المملكة المتحدة. شارك مع منتخب اسكتلندا لكرة القدم. أما مع النوادي، فقد لعب مع برادفورد سيتي وكريستال بالاس وليدز يونايتد ونادي تشيلسي ونادي غرينوك مورتون.

## وصلات خارجية
- ديفيد هوبكين على موقع قاعدة بيانات كرة القدم.إي يو (الإنجليزية)
- ديفيد هوبكين على موقع ناشيونال فوتبول تيمز (الإنجليزية)
- ديفيد هوبكين على موقع Soccerbase.com (لاعب) (الإنجليزية)
- ديفيد هوبكين على موقع Soccerbase.com (مدرب) (الإنجليزية)
- ديفيد هوبكين على موقع عالم كرة القدم.نت (الإنجليزية)